# سقوط كيسمايو
سقوط كيسمايو هو سقوط مدينة كيسمايو بيد القوات الإثيوبية في 1 يناير 2007، بعد تراجع اتحاد المحاكم الإسلامية وتركه للمدينة بعد هزيمته في معركة جلب. حيث دخلت قوات الحكومة الاتحادية الانتقالية والقوات الاثيوبية مدينة كيسمايو بدون قتال.

## خلفية
كانت مدينة كيسمايو عاصمة ولاية جوبا لاند تحت إدارة تحالف وادي جوبا منذ أواخر التسعينات، ولكن خشر التحالف مدينة كيسمايو في سبتمبر 2006، سيطر اتحاد المحاكم الإسلامية على المدينة.

## مسار الأحداث
بعد سقوط مقديشو، تراجع حوالي 3000 مقاتل من اتحاد المحاكم الإسلامية نحو مدينة كيسمايو الساحلية على بعد 300   ميل (500 كم) إلى الجنوب. وتحدى زعيم اتحاد المحاكم الإسلامية شريف شيخ أحمد قائلًا: «لن نهرب من أعدائنا. لن نغادر الصومال أبداً. سنبقى في وطننا». وفي يوم السبت 30 ديسمبر وصلت القوات الإثيوبية وقوات الحكومة الاتحادية الانتقالية إلى مدينة جلب على طريق كيسمايو. وحث شريف شيخ أحمد جنود اتحاد المحاكم الإسلامية على القتال.
شهدت معركة جلب انهيار الخطوط الأمامية لاتحاد المحاكم الإسلامية، والتخلي عن جلب وكيسمايو.  ترك الاتحاد أيضًا مدينة كيسمايو، وتراجعوا إلى رأس كامبوني في جنوب الصومال وإلى مناطق الحدود الكينية. ودخلت قوات الحكومة الاتحادية الانتقالية والقوات الإثيوبية المدينة في 1 يناير 2007. 
مع إغلاق الحدود الكينية، صمد بقايا اتحاد المحاكم الإسلامية في منطقة بادادهي، وفي تلال منطقة بور غابو، وفي قرية رأس كامبوني على طول الساحل بالقرب من الحدود.

## ما بعد المعركة
في أغسطس 2008 استعادت حركة الشباب المدينة أثناء معركة كيسمايو (2008)، وفي سبتمبر 2012 أعاد الجيش الصومالي بمساعدة قوات بعثة الاتحاد الأفريقي في الصومال وميليشيا راسكامبوني السيطرة على كيسمايو من مقاتلي حركة الشباب في معركة كيسمايو (2012).